# Mauron
Mauron (bretonisch Maoron) ist eine französische Gemeinde mit 3.169 Einwohnern (Stand: 1. Januar 2022) im Département Morbihan in der Region Bretagne. Sie gehört zum Arrondissement Pontivy und zum Kanton Ploërmel. Die Einwohner werden Mauronnais(es) genannt.

## Geografie
Der Fluss Yvel bildet die südöstliche Gemeindegrenze. Umgeben wird Mauron von den Nachbargemeinden Illifaut im Nordwesten und Norden, Gaël und Saint-Léry im Osten, Concoret und Paimpont im Südosten, Néant-sur-Yvel im Süden, Guilliers im Südwesten sowie Saint-Brieuc-de-Mauron im Westen.
Mauron liegt abseits von größeren Flüssen und Hauptverkehrsadern. Der Ort liegt am Flüsschen Doueff, der Fluss Yvel verläuft an der Westgrenze des Gemeindegebietes. Die Bahnstrecke Ploërmel–La Brohinière ist außer Betrieb, aber nicht offiziell stillgelegt; die regionale Wirtschaftsförderung möchte gerne den Güterverkehr bis Mauron wieder aufnehmen.

## Geschichte
Durch die Gemeinde verläuft die Römerstraße von Rennes nach Quimper. 
1152 wurde hier ein kleines Kloster gegründet. 
1352 kam es hier zur Schlacht von Mauron, bei der Guy II. de Nesle den angelsächsischem Heer unterlag.

## Bevölkerungsentwicklung
| Jahr      | 1962 | 1968 | 1975 | 1982 | 1990 | 1999 | 2006 | 2019 |
| Einwohner | 3370 | 3216 | 3237 | 3365 | 3396 | 3196 | 3097 | 3145 |

## Sehenswürdigkeiten
- Dolmen des Pierres-Gouffier

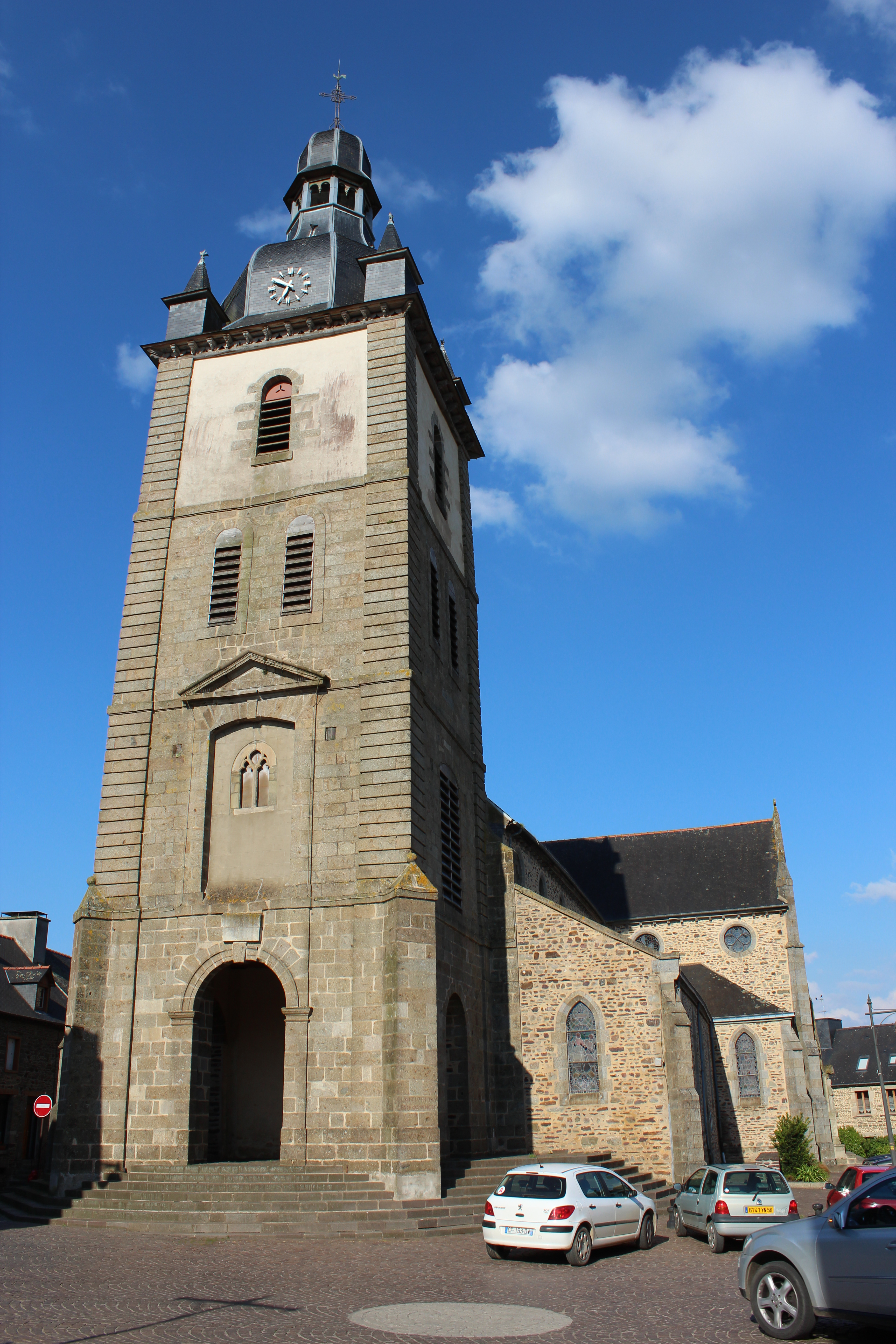
Kirche Saint-Pierre

- Kirche Saint-Pierre aus dem 16. Jahrhundert, Monument historique seit 1925
- Kloster Action de Grâces
- Kapelle Sainte-Anne
- Schloss Boyer
- Schloss La Ville-Davy
- Schloss Ferron
- Lavoir Waschhaus

## Partnerschaft
Mit der irischen Ortschaft Newmarket im County Cork besteht eine Partnerschaft. 